# Gleby organiczne
Gleby organiczne — ogólna nazwa gleb z miąższym (grubym) materiałem organicznym na powierzchni. Jest to także rząd gleb w systematyce gleb Polski z 2011 r.

## WedługSystematyki gleb Polski (2011)
jako gleby organiczne opisujemy gleby które:
1) Są nasycone wodą minimum 30 dni w roku lub są sztucznie odwodnione i zawierają (poza żywymi korzeniami)
- ≥30% materii organicznej (≥18% Corg) gdy część mineralna gleby zawiera ≥60% frakcji ilastej
- ≥20% materii organicznej (≥12% Corg) gdy część mineralna gleby zawiera 0% frakcji ilastej
- proporcjonalną ilość materii organicznej między 20% a 30%, gdy mineralna część gleby zawiera od 0% do 60% frakcji ilastej

W tej grupie znajdują się torfy, gytie, namuły i mursze;
2) Są nasycone wodą <30 dni w roku i zawierają ≥35% materii organicznej (≥20% Corg)
W tej grupie znajdują się do ściółki leśne o znacznej miąższości;
3) Mają miąższość warstwy organicznej minimum 40 cm (lub minimum 10 cm, jeśli materiał organiczny leży na litej skale).
Poziomy i warstwy organiczne w glebach (spełniające kryteria 1) i 2), zatem również mniej miąższe niż 40 cm) oznacza się symbolem O. Jedynie organiczne (jak i mineralne) osady podwodne (limniczne) są oznaczane symbolem L (torf osadowy, gytia, muł). 
Gleby, które mają mniejszą ilość materii organicznej lub mają miąższość wierzchniego poziomu organicznego poniżej 40 cm, określa się jako gleby mineralne. 

### Systematyka
Rząd gleb organicznych w systematyce gleb Polski z 2011 r. dzieli się na 6 typów: 
- Rząd 10. Gleby organiczne (O)
  - Typ 10.1. Gleby torfowe fibrowe (OTi)
  - Typ 10.2. Gleby torfowe hemowe (OTe)
  - Typ 10.3. Gleby torfowe saprowe (OTa)
  - Typ 10.4. Gleby organiczne ściółkowe (OS)
  - Typ 10.5. Gleby organiczne limnowe (OL)
  - Typ 10.6. Gleby organiczne murszowe (OM)

## WedługSystematyki gleb Polski (1989)oraz wcześniejszych
jako gleby organiczne opisuje się gleby, które:
1) Zawierają ≥20% materii organicznej (≥12% Corg);
2) Mają miąższość warstwy organicznej minimum 30 cm.
Zgodnie z Systematyką z 1989 r. poziomy organiczne oznaczano jako O — poziom organiczny, P — poziom bagienny (torfowy, mułowy, gytiowy), M — poziom murszowy. 
W systematyce gleb Polski z 1989 r. większość gleb organicznych była klasyfikowana w rzędach Gleby bagienne i Gleby pobagienne. 
Jeżeli poziom organiczny miał między 10 a 30 cm lub poziom zawierał pomiędzy 10 a 20% (czasem 5 a 20%) materii organicznej, to takie gleby opisywano jako gleby mineralno-organiczne. 

## Według Ustawy o ochronie gruntów rolnych i leśnych
Jako gleby organiczne (gleby pochodzenia organicznego) rozumie się gleby wytworzone przy udziale materii organicznej, w warunkach nadmiernego uwilgotnienia, gleby torfowe i murszowe.

## Według międzynarodowej systematyki gleb WRB
W międzynarodowej systematyce gleb WRB określenie gleby organiczne (organic soils) jest podane jako potoczne określenie Histosoli (Histosols). 
Histosole na ogół posiadają ≥40 cm materiału organicznego (od ≥10 cm do ≥60 cm, w zależności od specyficznych warunków), zawierającego ≥35% glebowej materii organicznej (≥20% Corg). Zalicza się do nich zarówno gleby organiczne pochodzenia hydrogenicznego, jak i gleby z miąższymi ściółkami.